# Coleophora vacciniella
Coleophora vacciniella é uma espécie de mariposa do gênero Coleophora pertencente à família Coleophoridae.